# Isabell Classen
Isabell Classen (* 15. Dezember 1977 in Linnich) ist eine deutsche Schauspielerin und Leadsängerin von Sösterhätz.

## Leben
Als mittlere von drei Töchtern wuchs Isabell Classen auf dem rheinischen Classen-Bauernhof auf. 1994 absolvierte sie ein Schauspiel-, Gesangs- und Tanzstudium an Peter Wecks „Studio Theater an der Wien“, nahm Schauspielkurse bei John Costopoulos in New York und belegte weitere Gesangs- und Filmkurse. Zwischenzeitlich gibt sie auch selbst Gesangsunterricht.
Sie spielte bei vielen Comedy-Produktionen wie Danni Lowinski und Pastewka mit und stellte eine Leiche im Tatort dar. Sie präsentiert die Modemarke IN-PRINT beim deutschen Teleshopping-Sender QVC.

## Filmografie (Auswahl)
- 2002: Frauengeschichten (Kurzfilm)
- 2003: Olm-Comedy (Comedy-Serie)
- 2004: Pilot Christian Ulmen Comedy (Comedy-Serie)
- 2006: Die Wache (Kriminalserie, Folge: Spurensicherung)
- 2006: Markus Maria Profittlich (Comedy-Serie)
- 2007: Aktenzeichen XY ungelöst (Folge: BLITZ 300)
- 2007: Pastewka (Folgen: Der Werbetrailer – Teil 1; Die Hochzeit)
- 2007: Somewhere in Chapter 7 (Kurzfilm)
- 2008: Der Verlust des Gedächtnisses (Kurzfilm)
- 2008: Beside You (Kurzfilm)
- 2011: Ladykracher (Comedy-Serie)
- 2012: Tatort: Es ist böse (Fernsehreihe)
- 2012: Danni Lowinski (Fernsehserie, Folge: Ungeheuerlich)
- 2016: Marie Brand und die Spur der Angst

## Theaterrollen (Auswahl)
- 1994 bis 1996: Grease – Regie: Michael Schottenberg, „Vereinigte Bühnen Wien & Tournee“
- 1997 bis 1998: Joseph – Regie: Nichola Trehern, „Stella Productions Essen“
- 1998 bis 1999: Die Schöne und das Biest – Regie:Matthias Davids, „Tournee Deutschland & Schweiz“
- 1999 bis 2000: Starlight Express – Regie:	Dion Mc Hugh, „Stella Productions Bochum“
- 2001 bis 2002: Chicago – Regie:Scott Faris, „Tournee Deutschland & Schweiz“
- 2003 bis 2005: Mein Körper gehört mir – Regie: Gisela Hesse-Knirim, „Theaterpädagog. Werkstatt Osnabrück“
- 2004: Swing Time – Regie: Cornelius Knüpffer, „Musikensemble NRW, Essen“
- 2005: Keiner kommt an Gott vorbei – Regie: Matthias Davids, „Musiktheater im Revier“, Gelsenkirchen
- 2005: Nellie Goodbye – Regie: Ana Haffter, „Theater St. Gallen“
- 2005: Fame – Regie: Ricarda Ludigkeit, „Musiktheater im Revier“, Gelsenkirchen
- 2006 bis 2007: Anything GOES – Regie: Josef Köpplinger, „Oper Graz“
- 2007: Cherubino mischt sich ein – Regie: Bettina Lell, „Musiktheater im Revier“, Gelsenkirchen
- 2009 bis 2011: Die beste Kneipe der Welt – Regie: Britt Gericke, „Theater Peppper&Gericke Gbr“, Bonn
- 2008 bis 2011: ABBA Review Konzert Tour, Deutschlandtour
- 2010: Geierabend – Regie: Günter Rückert, „Theater Fletch Bizzel“, Dortmund
- 2011: Rhein vom Gefühl – Regie: Britt Gericke, „Theater Pepper&Gericke“
- 2013 bis 2014: Cabaret – Regie: Sandra Wißmann, "Musiktheater im Revier", Gelsenkirchen